# Ignace Morgenstern
Pour les articles homonymes, voir Morgenstern.
Ignace Morgenstern est un producteur et distributeur français, fondateur de Cocinor, né à Mád (Autriche-Hongrie) le 5 juin 1900 et mort à Paris le 27 janvier 1961.

## Biographie
Ignace Morgenstern travaille d'abord pour Les Films Osso, qui fait faillite en 1934, puis pour la Sedif (Société d'exploitation et de distribution de films) à partir de 1935 en ouvrant une filiale à Lille.
Après sa démobilisation, lui et sa famille se réfugie à Frontenas. Fin 1944, il récupère son poste au sein de la Sedif et devient le dirigeant, en rachetant les parts de Joseph Lucachevitch. 
Il fonde la société Cocinor en 1947 tout en continuant à co-diriger la Sedif.
Il est le père de Madeleine Morgenstern, qui fut la première épouse de François Truffaut.

## Filmographie partielle
- 1954 : Si Versailles m'était conté... de Sacha Guitry
- 1954 : Sang et Lumières de Georges Rouquier
- 1954 : Le Mouton à cinq pattes
- 1954 : Votre dévoué Blake
- 1955 : Les Chiffonniers d'Emmaüs
- 1955 : Les Évadés
- 1955 : Papa, maman, ma femme et moi
- 1955 : Les Hussards
- 1956 : Des gens sans importance
- 1956 : Trois de la Canebière
- 1957 : Le Cas du docteur Laurent
- 1957 : Trois de la marine
- 1958 : Maxime
- 1959 : Croquemitoufle
- 1959 : La Belle et le Tzigane (Fekete szem éjszakája) de Jean Dréville et Márton Keleti
- 1960 : Sergent X de Bernard Borderie